# رافاييل سانشيز بيريز
رافاييل سانشيز بيريز (بالإسبانية: Rafael Sánchez Pérez)‏ هو سياسي مكسيكي، ولد في 24 أكتوبر 1944 في المكسيك، وتوفي في 25 يونيو 2008. حزبياً، نشط في حزب العمل الوطني. وقد انتخب عضو مجلس النواب المكسيك.